# Apolinar (nombre)
Apolinar es un nombre propio masculino de origen griego en su variante en español. Su significado es "referente a Apolo" o "consagrado a Apolo".

## Santoral
20 de julio: San Apolinar.

## Variantes
- Apolinario.
- Femenino: Apolinaria.

### Variantes en otros idiomas
| Variantes en otras lenguas | Variantes en otras lenguas  |
| -------------------------- | --------------------------- |
| Español                    | Apolinar                    |
| Alemán                     | Apollinaris                 |
| Bretón                     | Apollinaris                 |
| Búlgaro                    | Аполлинарий (Apollinarij)   |
| Catalán                    | Apol·linar                  |
| Checo                      | Apollinaris                 |
| Danés                      | Apollinaris                 |
| Eslovaco                   | Apollinaris                 |
| Euskera                    | Apoliñari                   |
| Finlandés                  | Apollinaris                 |
| Francés                    | Apollinaire                 |
| Gallego                    | Apolinario                  |
| Griego                     | Απολλινάριος (Apollinários) |
| Holandés                   | Apollinaris                 |
| Húngaro                    | Apollinarisz                |
| Inglés                     | Apollinaris                 |
| Italiano                   | Apollinare                  |
| Latín                      | Apollinaris                 |
| Lituano                    | Apolinaras                  |
| Noruego                    | Apollinaris                 |
| Polaco                     | Apolinary                   |
| Portugués                  | Apolinário                  |
| Ruso                       | Аполлинарий (Apollinarij)   |
| Sardo                      | Apollinàri                  |
| Serbio                     | Аполинарије (Apolinarije)   |
| Sueco                      | Apollinaris                 |